# Agence nationale de sécurité sanitaire de l'alimentation, de l'environnement et du travail
Ne pas confondre avec l'Ansm, l'Agence nationale de sécurité du médicament et des produits de santé
Ne pas confondre avec l'Afssa, l'Agence française de sécurité sanitaire des aliments

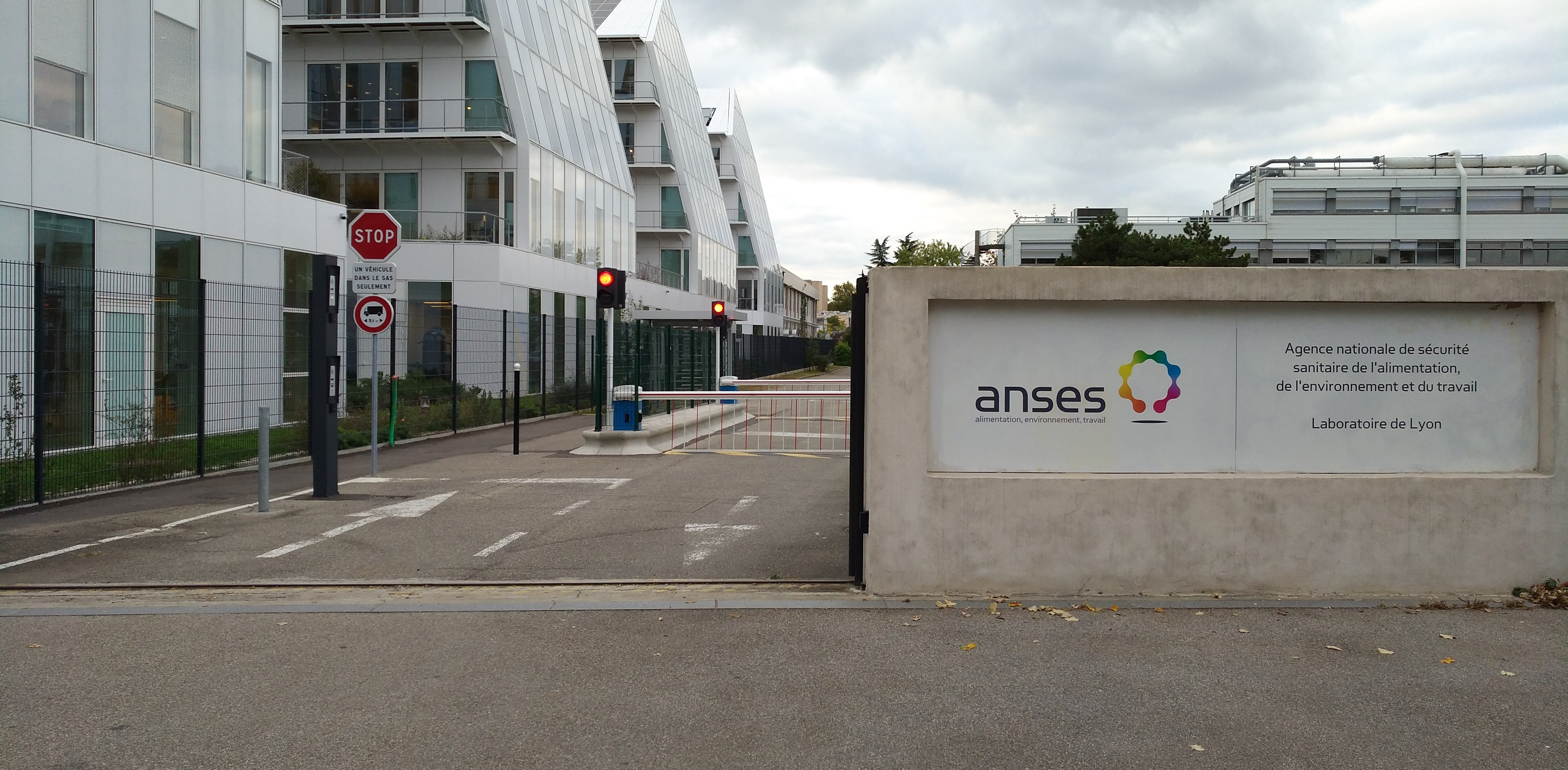
Le laboratoire de l’Anses à Lyon.

L’Agence nationale de sécurité sanitaire de l'alimentation, de l'environnement et du travail (acronyme Anses pour simplifier la prononciation de l'acronyme ANSSAET) est un établissement public français. Elle a pour mission principale d'évaluer les risques sanitaires dans les domaines de l'alimentation, de l'environnement et du travail, en vue d’éclairer la décision publique. L'Anses est placée sous la tutelle des ministères de la Santé, de l'Agriculture, de l'Environnement et du Travail.

## Historique
Créée le 1er juillet 2010 par la fusion de :
- l'Agence française de sécurité sanitaire des aliments (Afssa) :
  - dont l'Agence nationale du médicament vétérinaire (ANMV)[5] ;
- l'Agence française de sécurité sanitaire de l'environnement et du travail (Afsset).

L'agence garde à sa création le modèle innovant de gouvernance mis en place par l'Afsset et confirme les méthodes d'ouverture de l'expertise à la société mis en place en 2008. C'est ainsi que des déclarations publiques d'intérêts pour les experts internes et externes, des comité de déontologie indépendant, la publication systématique des travaux, des comités de dialogue avec les parties prenantes, et l'exclusion de tout expert lié à un industriel concerné par un avis, comptent parmi les processus d'expertise de l'agence.
Cette fusion est réalisée par l'ordonnance no 2010-18 du 7 janvier 2010, prise en application de l'article 115 de la loi no 2009-879 du 21 juillet 2009 « portant réforme de l'hôpital et relative aux patients, à la santé et aux territoires », en raison d'« outils et moyens d'expertise […] complémentaires » et de « thématiques communes » par exemple : la qualité de l'eau, qui concerne la santé humaine mais aussi l'environnement ; ou encore les substances chimiques, les biocides, les pesticides, ou encore les nanomatériaux domaine de compétence de l'Afsset dès lors qu'ils étaient dans l'environnement ou le travail mais de l'Afssa lorsqu'ils étaient présents dans l'alimentation ou concernait l'animal. Cette fusion rassemble également des domaines plus technologiques comme les ondes électromagnétiques mais s'attache aussi le bien-être animal.

## Organisation

### Conseil d'administration
Le conseil est composé de six collèges : celui des représentants de l'État, des représentants des associations de protection de l'environnement, des organisations professionnelles, des organisations syndicales de salariés et des organisations interprofessionnelles d’employeurs, des élus et personnalités qualifiées et enfin des personnels de l'agence.
Le troisième collège comprend ainsi des représentants de la Fédération nationale des syndicats d'exploitants agricoles, de l'Association nationale des industries alimentaires, de la Fédération des entreprises du commerce et de la distribution et de l'Union des industries chimiques.

### Directeur général
L'Anses est dirigée par un directeur général nommé par le président de la République. Celui-ci accomplit tous les actes qui ne sont pas réservés au conseil d'administration. Le directeur-général est assisté par un adjoint, trois délégués et aussi par trois directeurs. Depuis le 15 novembre 2022, le Directeur général est Benoît Vallet. Il succède à :
- Roger Genet, directeur général de 2016 à 2022, âgé de 57 ans en 2016 lors de son affectation au poste[13]. Roger Genet est l’auteur d’une trentaine de publications scientifiques et co-auteur de six brevets d’invention[14].
- Marc Mortureux[14] , directeur général de 2010 à 2015, également préfigurateur de la fusion entre l'Afsset, dirigée alors par Martin Guespereau, et l'Afssa, qu'il dirigeait depuis 2009.

### Conseil scientifique
Le conseil scientifique a pour mission d’être garant de la qualité scientifique de l’expertise et de l’indépendance de l’Anses (choix des experts, examen des déclarations publiques d’intérêt, conduit de l’expertise).
Outre vingt-quatre « personnalités scientifiques compétentes,(...) des ministres chargés de l'agriculture, de la consommation, de l'environnement, de la recherche, de la santé et du travail, sur proposition du directeur général », le conseil scientifique comprend également deux membres de droit, à savoir la présidente du conseil scientifique de l'Agence nationale de sécurité du médicament et des produits de santé (ANSM), et le président du conseil scientifique de l'Agence nationale de santé publique, ou son représentant. Il comprend également trois membres élus parmi le personnel scientifique de l'agence, qui disposent d'une voix consultative.
A l’occasion de son renouvellement en mai 2023, un nouveau conseil scientifique, réunissant 29 scientifiques issus d’organismes de recherche, d’expertise scientifique ou d’agences homologues en France et à l’international, a été nommé pour 3 ans.
Il est présidé par Marta Hugas.
La liste complète des membres est disponible sur le site de l'Anses.

### Comités d’orientation thématiques
L’Anses compte cinq comités thématiques : santé-environnement, santé au travail, alimentation, santé et bien-être animal, santé végétale. Ces comités associent la direction de l’Anses, des membres du conseil d’administration « particulièrement compétents sur les domaines traités » et des personnalités extérieures « très impliquées et/ou emblématiques de sensibilités de la société civile ».

### Comité de déontologie et de prévention des conflits d’intérêt
Outre la mise en place d’un Conseil scientifique indépendant et l’adoption d’un code de déontologie de l'expertise, la question de la prévention des conflits d'intérêts est adressée par un Comité de déontologie et de prévention des conflits d’intérêts.
Ce comité est composé de cinq à huit membres, nommés pour une durée de cinq ans par arrêté des ministres chargés de la tutelle sur proposition du conseil d’administration, parmi des personnalités reconnues pour leurs connaissances et compétences en matière de déontologie.
En 2020, le comité connaît une période de crise et de vacance, avec les démissions du président et de plusieurs membres du comité dues aux différentes controverses qui ont touché l'établissement public. Les effectifs requis n'étant plus atteints, un appel à candidature a été engagé pour reconstituer un Comité opérationnel à l'automne 2020. Le comité a finalement été renouvelé en avril 2021.

## Missions
Les missions de l'Anses sont déterminées dans le code de la santé publique, et l'ordonnance créant l'Agence est devenue effective par décret le 2 juillet 2010.
Principalement, elle doit contribuer à assurer la sécurité sanitaire humaine dans les domaines de l'environnement, du travail et de l'alimentation.
Ainsi, dans son champ de compétence, l’agence a pour mission « de réaliser l'évaluation des risques, de fournir aux autorités compétentes toutes les informations sur ces risques ainsi que l'expertise et l'appui scientifique et technique nécessaires à l'élaboration des dispositions législatives et réglementaires et à la mise en œuvre des mesures de gestion des risques ».
La loi du 7 décembre 2020 relative à l'accélération et à la simplification de l'action publique complète les missions de l'Anses : « Elle exerce des missions relatives à la délivrance, à la modification et au retrait de l'agrément des laboratoires pour la réalisation des prélèvements et des analyses du contrôle sanitaire des eaux, pour les eaux destinées à la consommation humaine, les eaux minérales naturelles, les eaux des baignades naturelles ainsi que les eaux des piscines et baignades artificielles, à l'exception de l'agrément pour les analyses de radioactivité qui relève de la compétence du ministre chargé de la santé. »
Elle est participante de droit du Conseil national de la consommation.

### Évaluation des risques sanitaires
L’Anses assure des missions d’évaluation dans les domaines de l’alimentation, de la santé-environnement, de la santé au travail, de la santé, de l’alimentation et du bien-être des animaux, et de la santé des végétaux, en s’appuyant sur l’expertise de ses scientifiques internes et d’experts externes. Elle met ainsi en œuvre une expertise collective et indépendante.
L’Anses est également chargée d’évaluer les substances chimiques dans le cadre des règlements européens REACh et CLP. Dans ce cadre, elle propose des mesures de gestion pour certaines substances et réalise les dossiers qui sont transmis à l’Agence européenne des produits chimiques (ECHA).

### Mise sur le marché des produits réglementés
Depuis le 1er juillet 2015, l’Anses est chargée de la délivrance, du retrait ou des modifications des autorisations de mise sur le marché des produits phytopharmaceutiques, matières fertilisantes et supports de culture, et de leurs adjuvants. Ces missions lui ont été confiées par la Loi d’avenir pour l’agriculture, l’alimentation et la forêt. L’Anses a également une mission d’inspection en ce qui concerne la production, la formulation, l’emballage et l’étiquetage de ces mêmes produits.
La Loi d’avenir pour l’agriculture, l’alimentation et la forêt a aussi conduit à la mise en place en 2015 d’un système de phytopharmacovigilance, qui permet de mieux prendre en compte les enseignements du terrain dans l’évaluation des risques et la gestion des autorisations de mise sur le marché des produits phytopharmaceutiques. L’objectif est de surveiller les effets indésirables des produits phytopharmaceutiques sur la santé humaine (population générale et travailleurs), la santé des écosystèmes, des animaux d’élevage, de la faune et de la flore, ainsi que les contaminations des milieux. Ce dispositif intègre la surveillance de l’apparition de résistances.
Parmi les sujets très débattues, l'Anses s'est notamment prononcée sur la question controversée du glyphosate dans un avis publié le 9 février 2016.
L’Agence est également chargée de la délivrance, du retrait et des modifications des autorisations de mise sur le marché des produits biocides, en application de la loi portant sur diverses dispositions d’adaptation du droit de l’Union européenne du 2 décembre 2015 (loi Ddadue).
Concernant les médicaments vétérinaires, l’Agence nationale du médicament vétérinaire, ou ANMV, au sein de l’Anses, est l’autorité compétente française en matière d’évaluation et de gestion du risque pour le médicament vétérinaire. Elle est notamment responsable de : la délivrance des autorisations administratives relatives au médicament vétérinaire ; la surveillance des effets indésirables des médicaments ; la délivrance des autorisations administratives et le contrôle des établissements pharmaceutiques ; le contrôle de la qualité et la surveillance du marché des médicaments vétérinaires.

### Recherche et référence
L’Anses dispose de neuf laboratoires, qui exercent leurs activités dans trois grands domaines : la santé et le bien-être des animaux, la sécurité sanitaire des aliments, y compris l’eau de consommation, et la santé des végétaux.
Ces laboratoires, implantés au plus près des filières concernées, effectuent à la fois des missions de recherche scientifique et de référence analytique.
Ces neuf laboratoires sont également détenteurs de 65 mandats de référence nationaux, neuf mandats européens (également appelé laboratoire communautaire de référence) et 26 mandats internationaux. À ce titre, en plus de mettre au point des méthodes de détection des agents pathogènes et des substances chimiques et médicamenteuses, les laboratoires de références évaluent, à travers des essais interlaboratoires, la qualité des laboratoires d’analyses vétérinaires et alimentaires sur le territoire. Le laboratoire de référence est ainsi le garant de la fiabilité des analyses effectuées par l’ensemble des laboratoires agréés au niveau national, européen ou international.
Mi-2018, l'Anses inaugure une extension de son laboratoire de sécurité des aliments dans le port de Boulogne-sur-Mer (1er port de pêche français en termes de tonnages de produits de la mer traités). Voué à la qualité et la sécurité des produits de la pêche et de l'aquaculture, il accueille aussi des scientifiques de l'« Unité de biochimie des produits aquatiques » (unité sous contrat créé en 2014 au sein de l'Anses avec l'Université du Littoral-Côte-d'Opale). Dans le cadre d'un projet « Recherches marines et littorales en Côte d’Opale : des milieux aux ressources, aux usages et à la qualité des produits aquatiques », plus de vingt personnes y travaillent à la détection, caractérisation et quantification de polluants, agents pathogènes (micro-organismes et parasites) et de contaminants chimiques (amines biogènes (histamine en particulier), micro- et nanoplastiques (sujet suivi par l'Anses depuis 2015), perturbateurs endocriniens, etc. dans la chair des poissons, coquillages et crustacés mis sur le marché, en collaboration avec l'ULCO, l'unité sous contrat (USC) et avec les autres unités de l'Anses. Les équipes sont impliquées dans le programme MARCO (Recherches marines et littorales en Côte d'Opale) : des milieux aux ressources, aux usages et à la qualité des produits aquatiques »).

### Surveillance et vigilance
L'Agence contribue à la prévention des risques sanitaires en assurant la collecte et l'analyse d'informations qui permettent l'anticipation, la détection précoce et la caractérisation d'événements anormaux ou inhabituels.
Elle assure des missions de surveillance et de vigilance dans ses différents champs de compétences :
- Nutrivigilance, pour la détection d’effets indésirables liés à la consommation de produits particuliers comme les compléments alimentaires ou les nouveaux aliments ;
- Toxicovigilance, pour la surveillance des effets toxiques pour l’homme de l’exposition à un mélange ou une substance, naturelle ou de synthèse, disponible sur le marché ou présent dans l’environnement ;
- Pharmacovigilance vétérinaire, pour détecter les effets indésirables des médicaments vétérinaires pour les animaux et l’humain ;
- Phytopharmacovigilance, pour surveiller les effets indésirables des produits phytopharmaceutiques disponibles sur le marché sur l’homme, les milieux, les organismes vivants et les écosystèmes ;
- Réseau national de vigilance et de prévention des pathologies professionnelles ;
- Épidémiosurveillance en santé animale, pour suivre l’évolution des maladies et des agents pathogènes, et pour détecter l’émergence sur le territoire national un nouvel agent infectieux ;
- Cosmétovigilance, pour identifier les effets indésirables chez l'humain liés à l'usage des cosmétiques ;
- Tatouvigilance, pour surveiller les effets indésirables provoqués par l'utilisation des produits de tatouage[39].

## Controverses

### Étiquetage nutritionnel
Dans un rapport du 4 avril 2016, l’Anses évalue la faisabilité de la mise-en-place d’un système d’étiquetage nutritionnel simplifié (SENS), et compare ceci au Nutriscore mis au point par le professeur Serge Hercberg, président du PNNS. L’Anses conclut que les deux systèmes sont fortement limités par la disponibilité des données nécessaires à leur calcul, mais prévoit toutefois que ces travaux seront complétés par une analyse comparative en matière de nutrition, au regard des enjeux de santé publique.
Les résultats de cette étude sont présentés dans un rapport du 14 février 2017, où l'Anses conclut que les systèmes d'information nutritionnelle étudiés pour guider le choix du consommateur présentent « un niveau de preuve insuffisant pour démontrer leur pertinence au regard des enjeux de santé publique ». Ce rapport est critiqué par la Société française de santé publique ainsi que par l’association de consommateurs UFC–Que Choisir, selon laquelle « l’intérêt informatif de l’étiquetage nutritionnel n’est plus à prouver ». Selon le quotidien Le Monde, le rapport de l'Anses souffre de problèmes de méthode, car parmi ses experts « certains entretiennent des liens financiers avec l’industrie agroalimentaire ». À ces critiques, l’Anses affirme avoir répondu de façon scientifique, et avoir « posé des jalons pour indiquer ce que serait un bon système ». Le système Nutriscore est enfin adopté au niveau français et européen le 31 octobre 2017.

### Autorisation du sulfoxaflor
L’Union nationale de l’apiculture française critique en octobre 2017 la décision de l'Anses qui autorise en France deux produits phytopharmaceutiques (Transform et Closer) contenant la substance active « sulfoxaflor » et commercialisés par Dow AgroSciences : « Selon l’UNAF, qui s’appuie sur plusieurs études scientifiques, le sulfoxaflor est un néonicotinoïde, mais non classé comme tel par les industriels et les agences réglementaires en Europe. Il agit, en tout cas, comme les néonicotinoïdes, en se fixant sur les mêmes récepteurs du système nerveux central ».
L'autorisation délivrée par l'Anses est suspendue par le tribunal administratif de Nice le 23 novembre 2017,, ce qui constitue selon le quotidien Le Monde « un camouflet majeur pour l’Agence nationale de sécurité sanitaire de l’alimentation, de l’environnement et du travail ». Cette décision n'est que provisoire puisque la justice doit se prononcer sur le fond ultérieurement. Dans un communiqué du 20 octobre 2017, l’Anses déclare son intention de réexaminer les données. Elle précise dans ce même communiqué que selon les éléments évalués par l’AESA, le sulfoxaflor ne présente pas un niveau de risque inacceptable lorsque les mesures de gestion appropriées sont appliquées.
Le 29 novembre 2019, le tribunal administratif de Nice, interdit définitivement ces deux produits (Transfrom et Closer),,. Dans un communiqué de presse du 6 décembre 2019, l'Anses précise qu'elle ne fera pas appel de cette décision, puisque le gouvernement a décidé d’interdire l’utilisation du sulfoxaflor et de la flupyradifurone, en application de la loi EGAlim.

### Éclairage à LED
Dans son rapport de mai 2019, l'Anses évalue les effets sanitaires de la lumière produite par les LED et conclut notamment à la nécessité de diminuer les niveaux d'expositions. Cette conclusion suscite une réaction de la communauté de l'éclairagisme : le syndicat de l'éclairage, dans un communiqué, rappelle que « l’éclairage artificiel n’est pas dangereux, il est testé et certifié sans danger selon les dernières normes en vigueur ».

### SDHI
En septembre 2019, le journaliste et militant anti-pesticides Fabrice Nicolino attaque l'Anses dans son livre « Le crime est presque parfait », sur le sujet des fongicides SDHI, accusant l'agence publique de collusion avec les industriels,.
L'Anses répond par son directeur général délégué Gérard Lasfargues en maintenant que les éléments connus sur les SDHI sont insuffisants pour demander leur retrait du marché et rappelle que « tous les risques potentiels sont pris en considération ». L'Anses rappelle également qu'elle a lancé un appel à la vigilance au niveau européen et international, et lancé des actions pour renforcer la recherche sur de potentiels effets toxicologiques chez l’homme et détecter d’éventuels effets sanitaires dans la population.

### Glyphosate
Dans le cadre du débat autour du glyphosate, l’Anses produit en 2019 un cahier des charges en vue de réaliser des études de toxicité complémentaires, afin de disposer de résultats pour la réévaluation de la substance active en 2022. En avril 2020, l’Anses désigne deux lauréats de l’appel d’offres : un consortium de laboratoires coordonné par l’Institut Pasteur de Lille et le Centre international de recherche sur le cancer.
En juillet 2020, trois experts ayant participé à la rédaction du cahier des charges font l’objet de mises en cause car également membres du consortium. Plusieurs laboratoires du consortium se retirent alors du projet et l’ANSES entérine de facto le retrait du consortium. Fin juillet, Libération évoque des possibles situations de conflits d’intérêt de ces experts, la déclaration publique d’intérêts de l’un d’eux faisant apparaître des contrats entre le laboratoire qu’il dirige et des fabricants de pesticides. Auditionné à l’Assemblée nationale, le directeur général Roger Genet déclare « Il y a une confusion, d’ailleurs pas entretenue volontairement, entre les liens d’intérêt et les conflits d’intérêt. Il faut qu’on en sorte, et collectivement. ».

### Phosphine
Fin octobre 2022, l'Anses prend la décision de renouveler l'autorisation de mise sur le marché de la phosphine, un insecticide, sauf au « contact direct avec les céréales ». Le règlement européen autorise, lui, l'utilisation de ce produit. À partir du 25 avril 2023, l'utilisation de la phosphine sera ainsi interdite en France pour traiter les cargaisons de céréales dans les cales des bateaux. En conséquence de cette décision, la France ne pourra plus, selon Le Figaro, exporter sa production céréalière en dehors d'Europe, car la fumigation de ce produit est obligatoire dans de nombreux pays clients de l'Hexagone, à commencer par l'Afrique du nord, pour pouvoir débarquer la marchandise. Elle permet, en effet, d'empêcher la propagation d'insectes d'un pays à l'autre. Cette décision devrait concerner 11,5 millions de tonnes de céréales,.
Il semblerait, que le gouvernement Borne et l'Anses divergent sur ce sujet. Les ministères de l'Agriculture et des Affaires étrangères défendent l'application du règlement européen, qui autorise l'utilisation de la phosphine. L'Anses rejette la responsabilité de cette décision sur le principal fabricant de phosphine, l'entreprise néerlandaise UPL Holdings, qui ne lui aurait pas transmis le dossier complet et qui aurait lui-même renoncé à l'homologation du produit. Une explication démentie par le fabricant. Le député La République en marche Guillaume Kasbarian, président de la commission des Affaires économiques de l'Assemblée nationale, a saisi l'Anses sur ce sujet.

### Crédibilité
Le conseil scientifique d'une trentaine de chercheurs indépendants de l'Anses, analyse et critique le manque de crédibilité des avis, sans solution avec la structure actuelle en 2023, et demande de nombreux changements dont celui de mieux prendre en compte les liens d'intérêts.
En 2025, une menace sur l'indépendance de l’institution est redoutée,.

## Identité visuelle

Ancien logo.
Logo actuel.